# 이상범 (1957년)
이상범(李象範, 1957년 4월 15일, 충청북도 보은군 ~ )은 대한민국의 정치인이다. 제2대 울산광역시의원, 제2대 울산광역시 북구청장을 역임했다. 현재 당적은 민생당이다.

## 학력
- 1970.03 ~ 1973.02 보은중학교 2년 중퇴

## 경력
- 1979.09 현대자동차 입사
- 1987.07 현대자동차 노동조합결성
- 현대자동차노동조합 임시집행부 위원장
- 1990.09 ~ 1991.08 제2대 현대자동차 노동조합 위원장
- 1990.09 ~ 1991.08 현대그룹노동조합 총연합 공동의장
- 1992.12 ~ 1997.09 현자노동자신문 의장
- 1992.12 ~ 1997.09 현자노동자신문 발행인
- 1998.07 ~ 2000.02 쓰레기대책시민협의회 음식물처리 위원장
- 1998.07 ~ 2000.02 울산광역시의회 의원
- 1998.07 ~ 2000.02 울산 시·구군의회 반핵대책위 사무국장
- 1999 ~ 2001 울산광역시 북구 주민자치센터 운영위원
- 2000 ~ 2002 전국 민주노동조합총연맹 울산본부 반핵특위 위원장
- 2000 ~ 2002 울산광역시 환경운동연합 이사
- 민주노동당 울산시당 북구 지구당 운영위원
- 2002.07 ~ 2006.05 제2대 울산광역시 북구 구청장
- 2007.08.28 민주노동당 탈당
- 2011.09.05 민주당 입당
- 민주당 울산시당 북구 지역위원회 위원장
- 민주당 울산시당 북구 정책위원회 위원장
- 2017.02.23 더불어민주당 탈당
- 2017.02.23 국민의당 입당
- 2018 바른미래당 공천관리위원장
- 울산광역시 환경운동연합 사무국장

## 수상
- 1994 산업포상
- 1999 경실련이 기억하는 시민상
- 2003 문화일보 '평화인물 100인' 선정

## 역대 선거 결과
|  | 58.21% |

|  | 51.77% |

|  | 0% |

## 참고 자료
- 공식 블로그 보관됨 2017-08-13 - 웨이백 머신